# Triton Hopper
Triton Hopper es un módulo de aterrizaje propuesto por la NASA para Tritón, el satélite más grande de Neptuno. El concepto de este aterrizador incluye un recolector del abundante hielo de nitrógeno existente en la superficie de Tritón y utilizarlo por la propia sonda como combustible para propulsarse en múltiples vuelos cortos y explorar una gran variedad de lugares en la superficie. El concepto entró en marzo de 2018 en una segunda fase para perfeccionar sus diseños y explorar aspectos de implementación de la nueva tecnología necesaria.

## Historia
Tritón es el satélite más grande de Neptuno. En 1989, la Voyager 2 pasó cerca del satélite a una distancia de 40 000 km y descubrió varios criovolcanes en su superficie. Tritón es geológicamente activo; su superficie es joven y tiene relativamente pocos cráteres de impacto. Además, tiene una atmósfera muy fina.
El concepto Triton Hopper comenzó su primera fase en 2015 y pasó en marzo de 2018 a la Fase II, donde el Instituto de Conceptos Avanzados (NIAC) de la NASA está investigando sobre las nuevas tecnologías a desarrollar.

## Descripción general

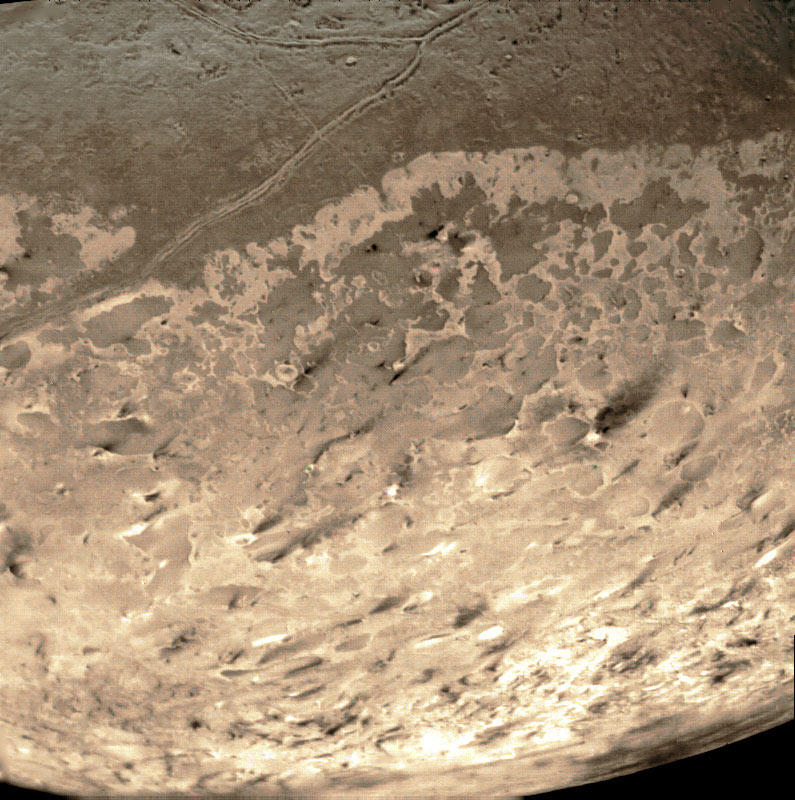
Fotografía de la escarpada superficie de Tritón, realizada por la sonda Voyager 2.

El concepto Triton Hopper propone el uso de un motor de radioisótopo que recolectaría hielo de nitrógeno sobre o debajo de la superficie del propio satélite, lo calentaría bajo presión y lo utilizaría como propulsor para explorar Tritón realizando pequeños vuelos. El mayor desafío tecnológico es desarrollar una tecnología capaz de extraer hielo de nitrógeno superficial, filtrarlo y cómo calentarlo para usarlo en los propulsores. Se estima que los saltos propulsados por los cohetes sean de hasta 1 km de altura y 5 km de largo.
Un vehículo propulsado por cohetes, o "hopper", tiene varias ventajas en este satélite, debido a las características del terreno tan escarpado de la superficie y a una gravedad de sólo el 8 % de la Tierra. Durante los saltos, sería incluso posible realizar travesías hemisféricas y muestreos atmosféricos.
Mientras está en el aire tras el salto, la sonda podría realizar imágenes y vídeos durante el mismo. Mientras esté en tierra, podría fotografiar y analizar la química y geología de la superficie. Potencialmente, podría volar a través de géiseres en la superficie de Tritón para analizar el material expulsado por estos.